# 毛桿蕨
毛桿蕨（学名：Callistopteris apiifolia）为膜蕨科毛桿蕨属下的一个种。